# ブルガリア人
ブルガリア人（ブルガリアじん、ブルガリア語: българи / bǎ́lgari）は、バルカン半島周辺を起源とし、ブルガリア語を主な母語とする民族のこと。国民としてのブルガリア人（ブルガリア共和国の国籍を有するもの）にはトルコ系、ロマ、アルメニア人、国外からの移住者も含まれる。

## 「国民」としてのブルガリア人
この場合の「ブルガリア人」は、ブルガリア政府から公に国籍を与えられ自国民として認知された人々を指す。
国籍を取得する上において、他のブルガリア人と同じ言語を用い、同じ民族的価値観を有する事が有利であるのは事実であるが、必ずしも必要というわけではない。困難ではあるが、そうした要件を満たさずとも国籍を取得し「国民としてのブルガリア人」という立場を得る事は可能なのである（帰化）。
ただ、そうした間口の広さ故に、後述する「民族としてのブルガリア人」からは外国人として排撃運動の対象にされる事も少なくない。
ブルガリア最大の少数派であるトルコ系は国民の約10分の1を占め、ロドピ山脈の北東と東側のさまざまな地域に集中している。
ロマも相当数の少数派である。在ブルガリアのマケドニア人は「民族としてのブルガリア人」と分類されることが多いが、少数派でいることを求めているという事例もある。その他、町にはほとんどが数千のアルメニア人、ロシア人やギリシャ人、村には同じく数千のルーマニア人やタタール人も居住している。

## 「民族」としてのブルガリア人
この場合の「ブルガリア人」は自らが「ブルガリア民族」に属していると自認する人々、つまり自らの民族的ルーツが「ブルガリア民族」にあると考える人々を指す。

### 概要
６世紀にバルカン半島の東部に定住した南スラヴ人は4世紀に起源をもつとされる地元のトラキア文化にかなりの程度まで同化し、基本の民族グループを形成した。681年にブルガリア帝国を形成したテュルク系のブルガール人もこの民族グループの一部を構成した。分裂した南スラヴ人が徐々に減少する中で、ブルガール人と南スラヴ系住民は「ブルガリア人」という統一された民族となった。

## 遺伝子
ブルガリア人はトラキア人、南スラブ人、ブルガール人といったコーカソイド諸民族を起源とするためコーカソイドとしてのハプログループIが高頻度でみられる。